# Sarcophagidae
I Sarcofagidi (Sarcophagidae Macquart, 1834) sono una famiglia di insetti dell'ordine dei ditteri, i cui membri sono chiamati comunemente "mosche della carne" o, ancora più genericamente, "mosconi".

## Descrizione
I membri di questa famiglia sono generalmente grigi, striati o variegati di nero; assomigliano ai calliforidi, che però mostrano spesso una colorazione metallizzata.

## Biologia
È una famiglia variegata, che per lo sviluppo delle larve si affida alla necrofagia e saprofagia oppure al parassitismo (ai danni di mammiferi, altri artropodi, lombrichi o lumache; ad esempio la sottofamiglia dei Miltogrammini approfitta delle provviste immagazzinate dagli Aculeati); la maggioranza delle specie depone le uova, che si schiudono quasi subito, dentro materiale organico in decomposizione, come la carne putrefatta, o negli escrementi. Le larve di alcune specie possono essere causa di miasi sia nell'uomo che in altri animali; ad esempio, quelle di Sarcophaga carnaria e Sarcophaga haemorrhoidalis possono essere ingerite assieme ai cibi che le ospitano, causando miasi intestinali; Wohlfahrtia magnifica, invece, depone le uova direttamente nelle mucose e nelle aperture naturali come bocca, naso e orecchi, dando origine a miasi che possono avere gravi conseguenze.
Gli adulti si cibano invece di sostanze zuccherine, come nettare, linfa, melata o succo di frutta.

## Distribuzione
Con i suoi numerosi generi, questa famiglia è presente in tutto il mondo.

## Tassonomia

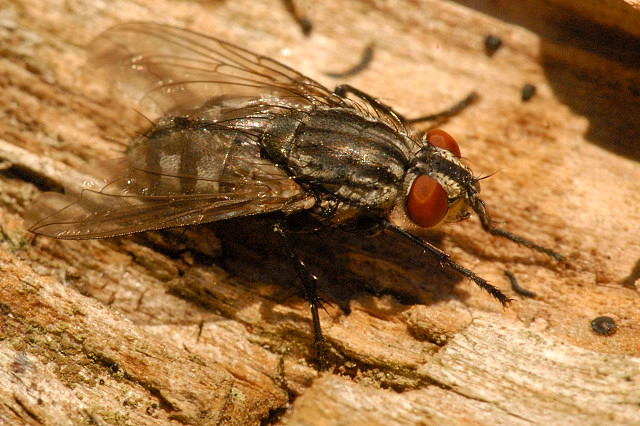
Brachicoma devia

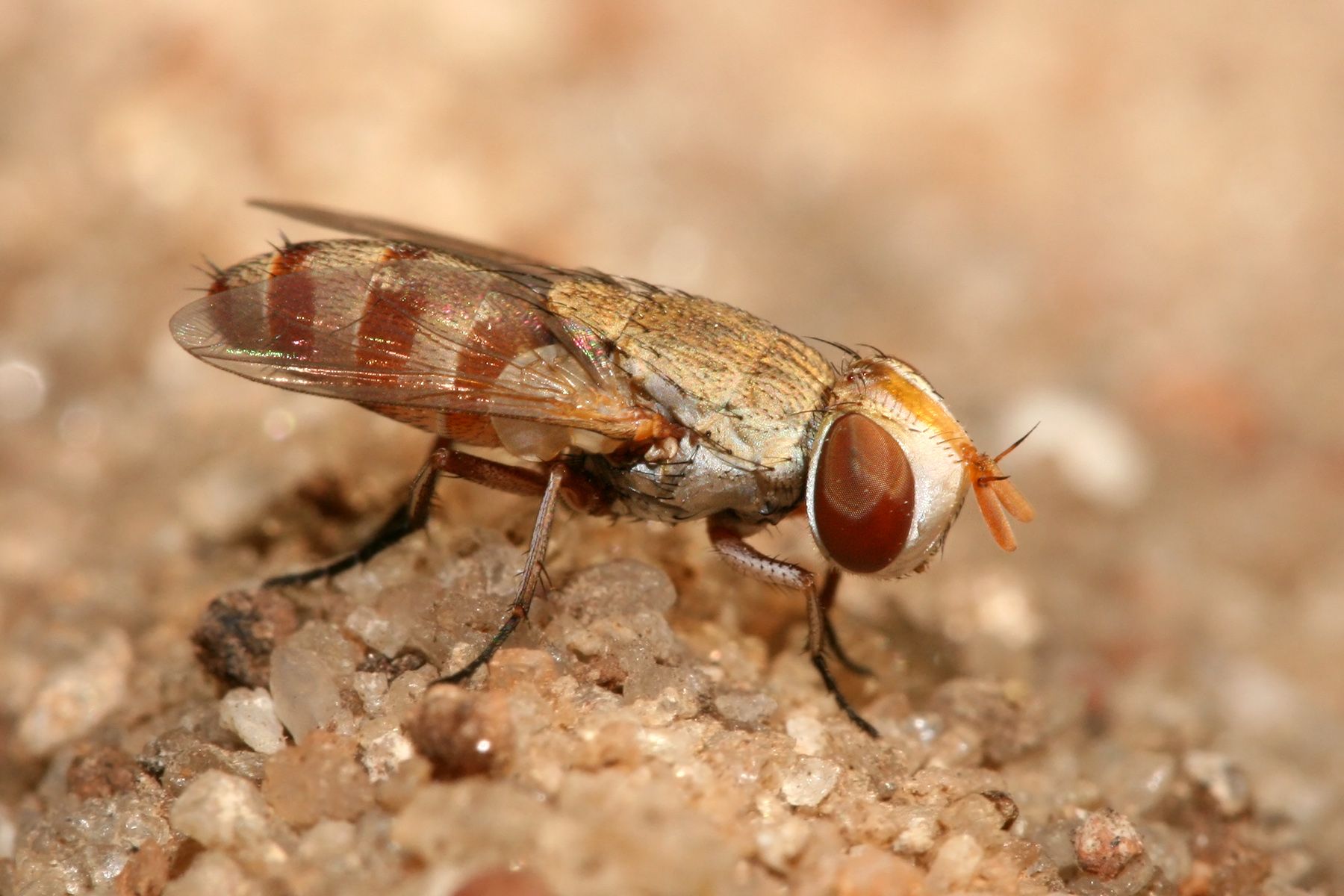
Craticulina sp.

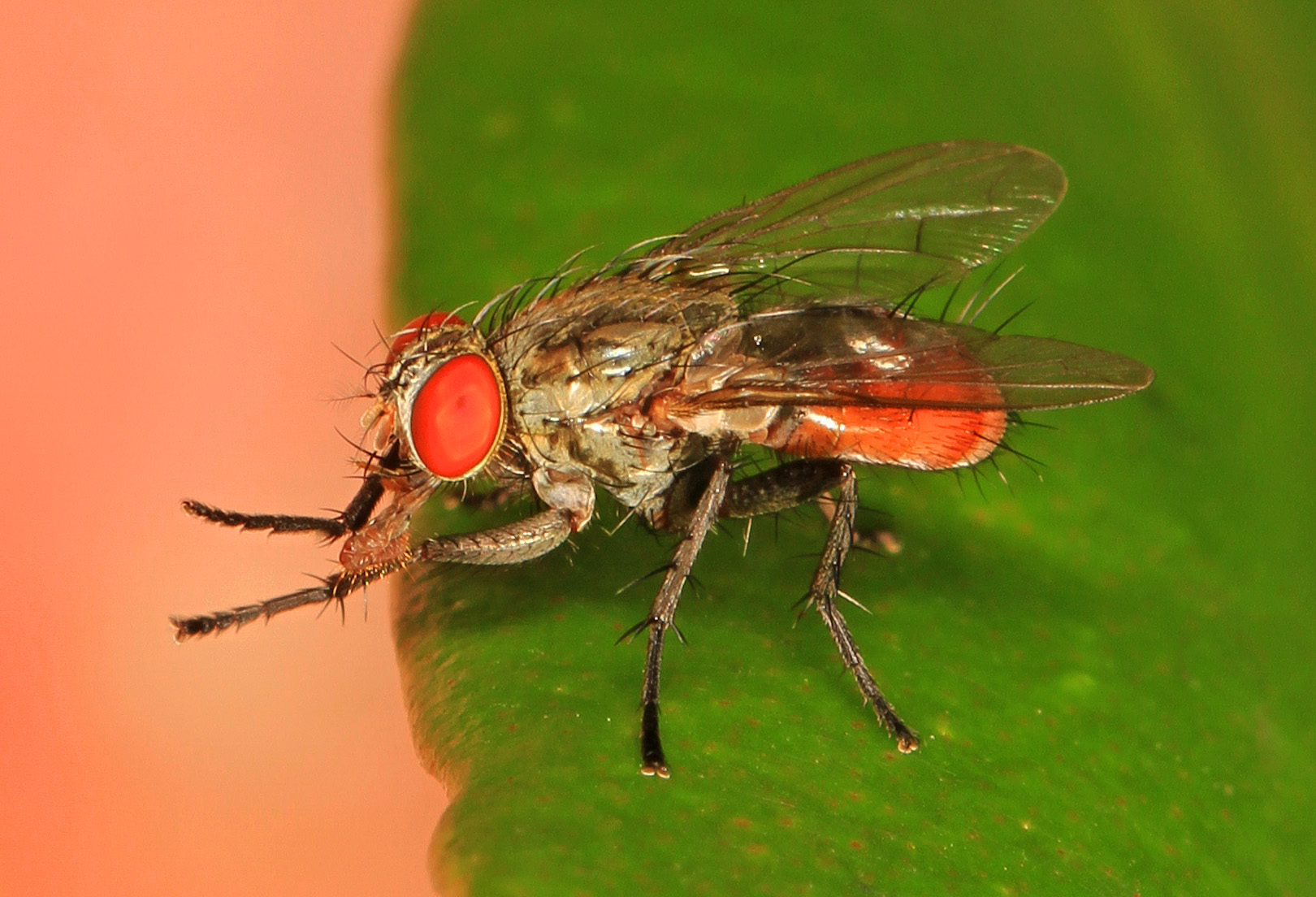
Lepidodexia sp.

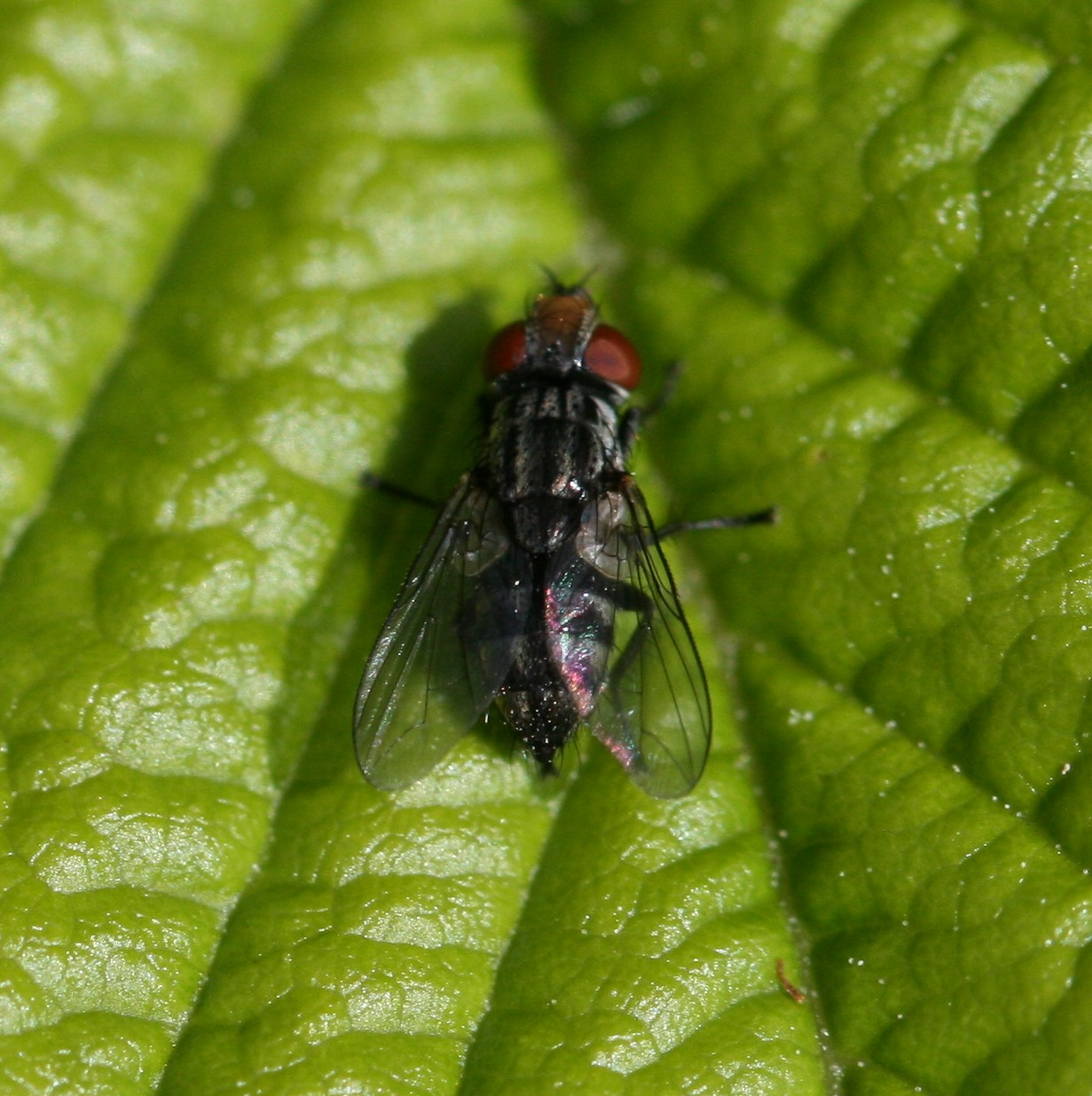
Metopia sp.

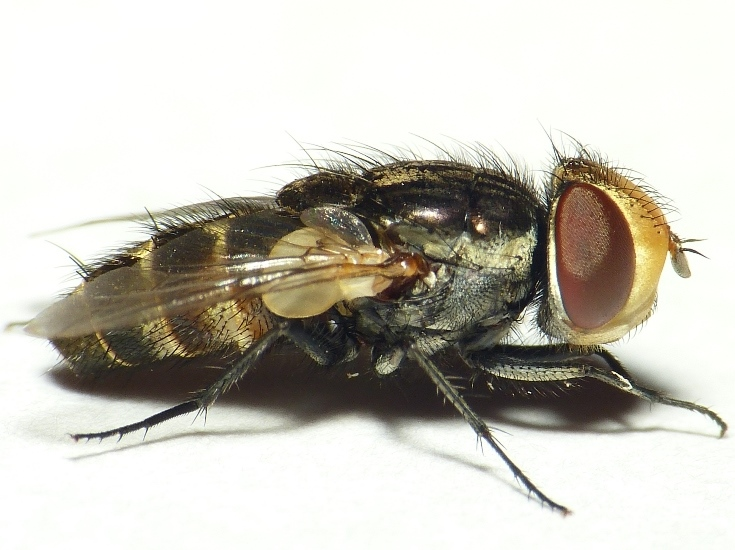
Miltogramma germari

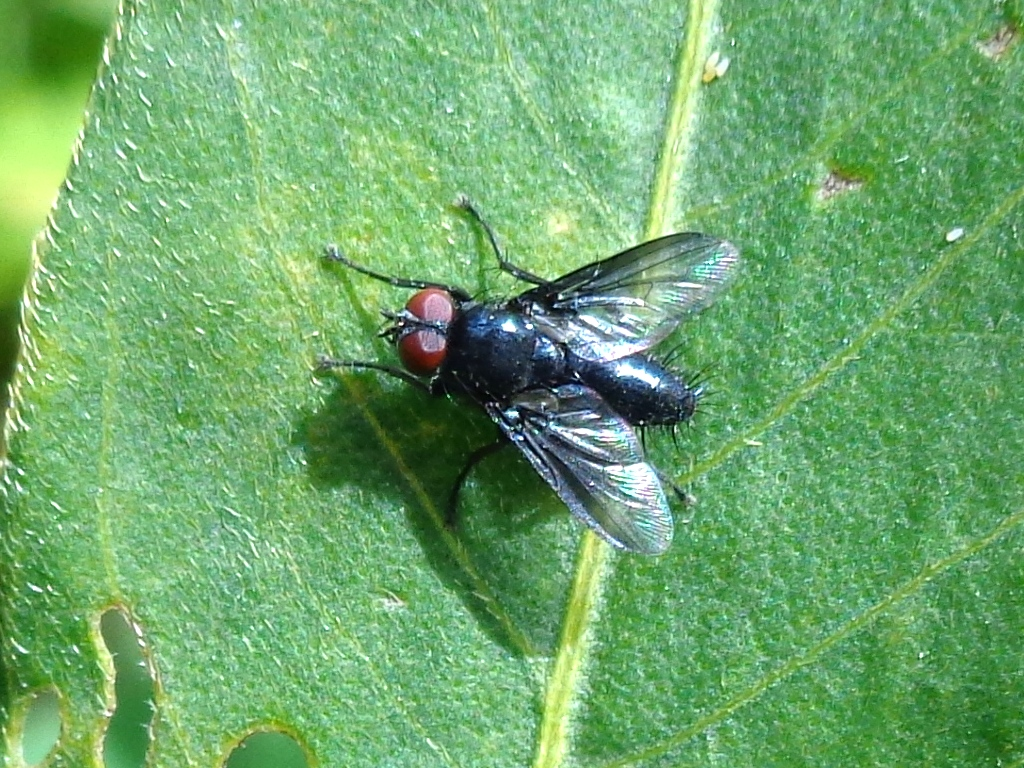
Nyctia halterata

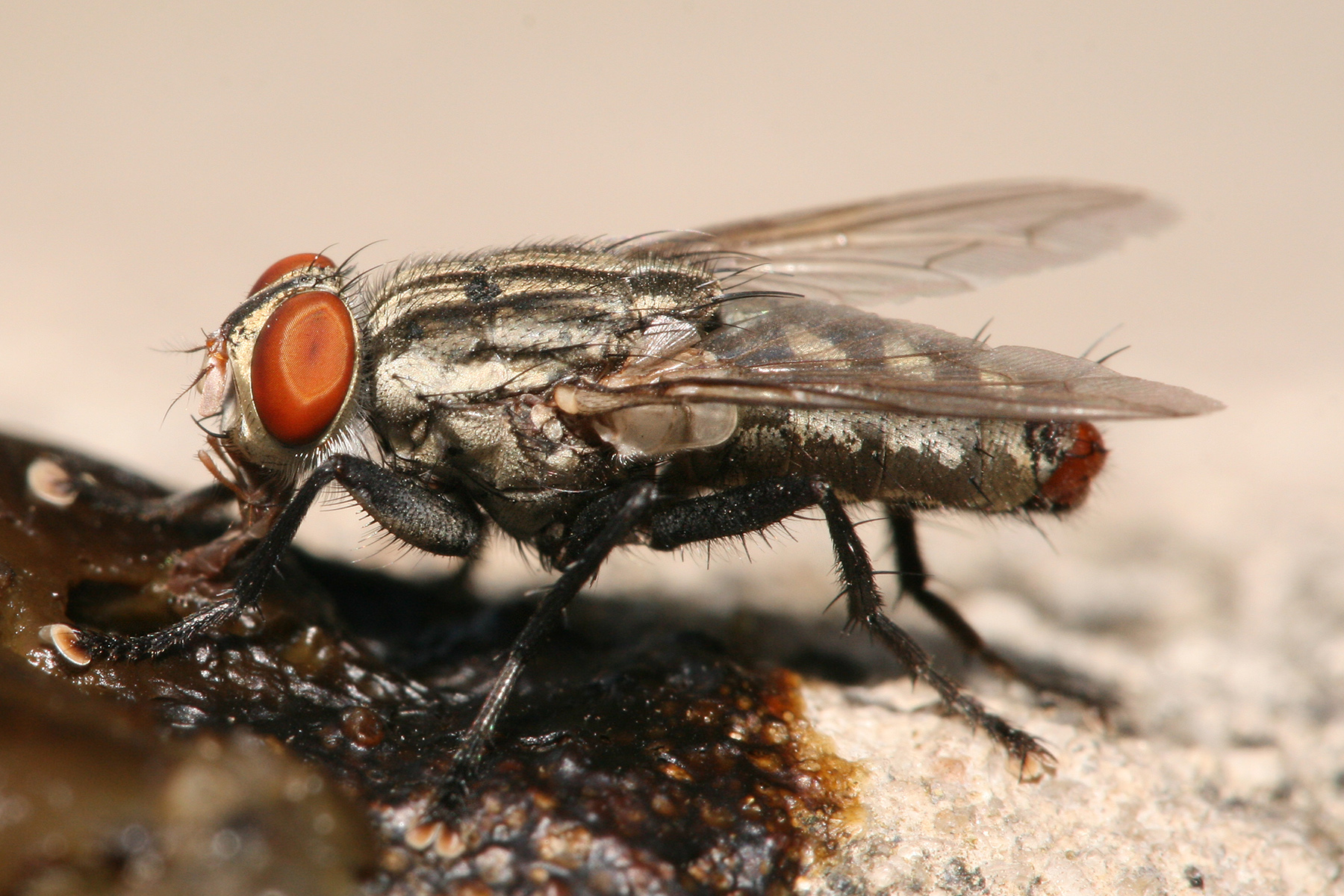
Sarcophaga bercaea

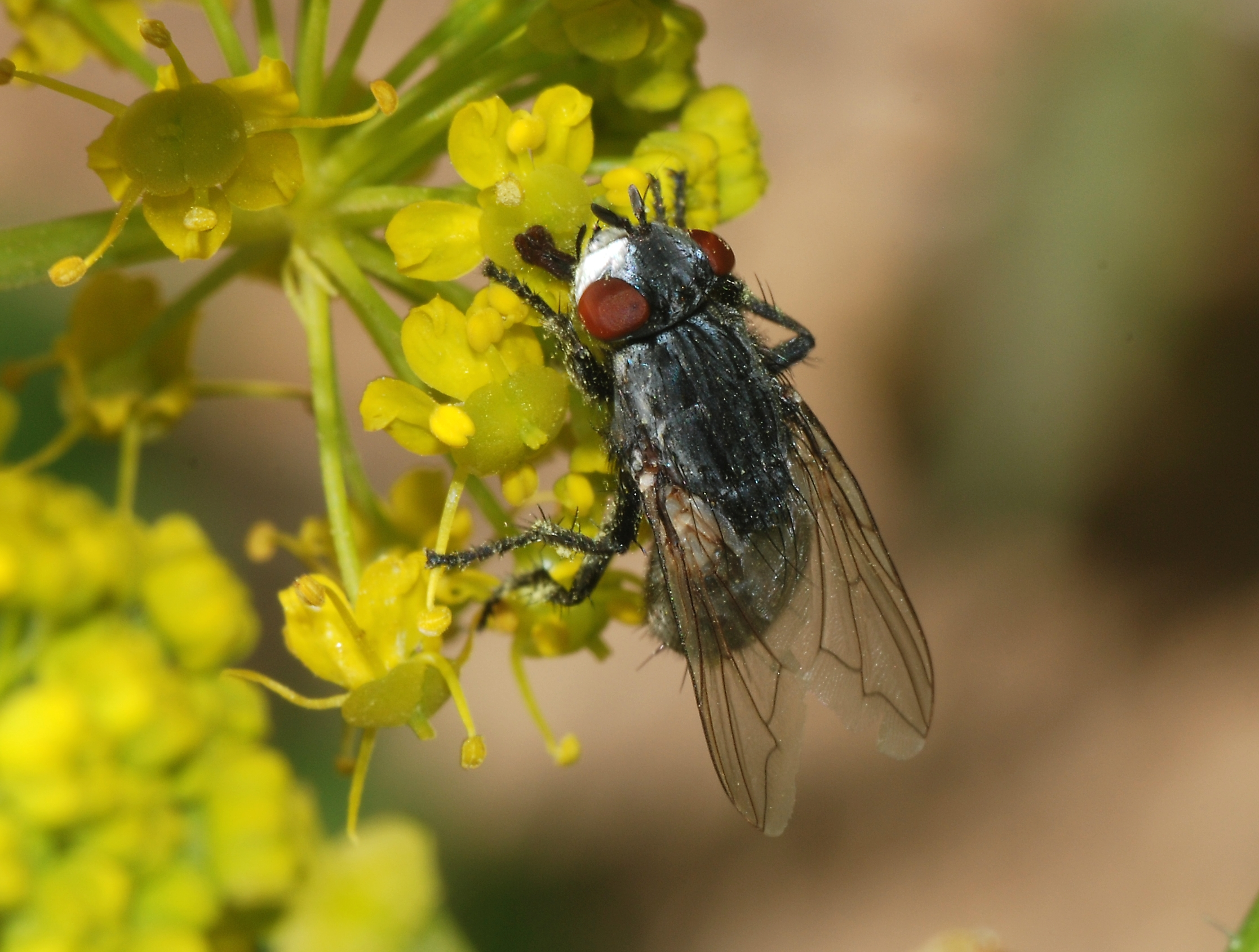
Wohlfahrtia magnifica

La famiglia comprende i seguenti generi:
- Afrowohlfartia Townsend, 1918

Sottofamiglia Miltogramminae Lioy, 1864
- Amobia Robineau-Desvoidy, 1830
- Apodacra Macquart, 1854
- Craticulina Bezzi, 1906
- Dolichotachina Villeneuve, 1913
- Macronychia Rondani, 1859
- Mesomelena Rondani, 1859
- Metopia Meigen, 1803
- Metopodia Brauer & Bergenstamm, 1889
- Miltogramma Meigen, 1803
- Oebalia Robineau-Desvoidy, 1863
- Phrosinella Robineau-Desvoidy, 1863
- Phylloteles Loew, 1844
- Protomiltogramma Townsend, 1916
- Pterella Robineau-Desvoidy, 1863
- Senotainia Macquart, 1846
- Sphenometopa Townsend, 1908
- Taxigramma Perris, 1852
- Xiphidiella Zumpt, 1952

Sottofamiglia Paramacronychiinae Brauer & Bergenstamm
- Agria Robineau-Desvoidy, 1830
- Angiometopa Brauer & Bergenstamm
- Brachicoma Rondani, 1856
- Nyctia Robineau-Desvoidy, 1830
- Paramacronychia Brauer & Bergenstamm
- Sarcophila Rondani, 1856
- Sarcotachina Portschinsky, 1881
- Wohlfahrtia Brauer & Bergenstamm

Sottofamiglia Sarcophaginae Macquart, 1834
- Tribù Bellieriini
  - Bellieria Robineau-Desvoidy, 1863
  - Pierretia Robineau-Desvoidy, 1863
  - Sarcotachinella Townsend, 1892
- Tribù Boettcheriini
  - Archimimus Reinhard, 1952
  - Boettcheria
  - Metoposarcophaga
  - Thelylepticocnema
- Tribù Comasarcophagini
  - Comasarcophaga Hall, 1931
  - Mecynocorpus
- Tribù Emblemasomatini
  - Colcondamyia
  - Emblemasoma
- Tribù Impariini
  - Abapa Dodge, 1965
  - Acanthodotheca Townsend, 1917
  - Kellymyia Townsend, 1917
  - Speciosia Roback, 1954
- Tribù Johnsoniini
  - Erucophaga Reinhard, 1963
  - Johnsonia Coquillett, 1895
  - Rafaelia Townsend, 1917
  - Sthenopyga
- Tribù Microcerellini
  - Microcerella Macquart, 1851
- Tribù Notochaetini
- Tribù Parasarcophagini
  - Euboettcheria
  - Neobellieria
  - Paraphrissopoda
  - Wohlfahrtiopsis
- Tribù Protodexiini
  - Amblycoryphenes Townsend, 1918
  - Blaesoxipha Loew, 1861
  - Fletcherimyia
  - Mantidophaga
  - Opsophyto
  - Protodexia
  - Spirobolomyia
  - Stenaulacotheca
- Tribù Raviniini
  - Argoravinia Townsend, 1917
  - Chrysagria
  - Cistudinomyia
  - Dexosarcophaga
  - Oxysarcodexia Townsend, 1917
  - Ravinia Robineau-Desvoidy, 1863
- Tribù Sarcodexiini
  - Cucullomyia Roback, 1954
  - Helicobia Coquillett, 1895
  - Sarcodexia Townsend, 1892
  - Titanogrypa Townsend, 1917
  - Tylomyia
- Tribù Sarcophagini
  - Annefrankia Lehrer, 1995
  - Arachnidomyia Townsend, 1934
  - Bercaeopsis
  - Bezziella Enderlein, 1937
  - Engelimyia Lopes, 1975
  - Lepidodexia Brauer & Bergenstamm, 1891
  - Neosarcophaga
  - Peocilometopa Villeneuve, 1913
  - Phytosarcophaga Rohdendorf, 1937
  - Sarcophaga Meigen, 1826
  - Tulaeopoda
- Tribù Sarothromyiini
  - Peckia Robineau-Desvoidy, 1830
  - Peckiamyia
  - Sarcofahrtiopsis
  - Sarcophagula
  - Sarothromyia
  - Udamopyga Hall, 1938